# Джоко Анвар
Джоко Анвар (англ. Joko Anwar, народився 3 січня 1976 року) — індонезійський кінорежисер, продюсер, сценарист і актор. До того, як стати режисером, працював журналістом і кінокритиком.
Вперше Анвар став відомим як співавтор сценарію до фільму Ніа Діната «Арісан!» 2003 року, який здобув п'ять нагород на церемонії вручення премії Citra Award 2004 року. Потім дебютував як режисер повнометражного кіно романтичною комедією «Обіцянка Джоні» у 2005 році, здобувши номінацію за найкращу режисуру на премії «Сітра» 2005 року. Відтоді він зняв фільми у найрізноманітніших жанрах: нуарний трилер «Мертвий час: Кала» (2007), психологічний трилер «Заборонені двері» (2009), надприродні жахи «Раби Сатани» (2017) та його продовження «Раби сатани 2: Причастя» (2022), а також анімаційний фільм про супергероя «Гундала» (2019); 2021 — «Світ без романтики».